# Hannah Dreissigacker
Hannah Dreissigacker, née le 2 décembre 1986, est une biathlète américaine qui a aussi concouru en ski de fond.

## Carrière
D'abord active en ski de fond, elle prend part à sa première course FIS en 2002.
Elle dispute sa première compétition internationale en biathlon lors des Championnats d'Europe 2010.
Elle fait ses débuts en Coupe du monde en janvier 2013 à Antholz. Elle marque ses premiers points lors de la saison 2013-2014 et parvient à être sélectionnée pour les Jeux olympiques d'hiver de 2014 où elle se classe 65e du sprint, 23e de l'individuel ainsi que 7e en relais et 8e en relais mixte au sein de l'équipe des États-Unis. Elle obtient son meilleur résultat individuel en 2015 à Khanty-Mansiïsk avec une 14e place sur le sprint. Elle prend sa retraite sportive à l'issue de la saison 2015-2016.

## Biographie
Elle fait partie d'une famille de rameurs. Sa mère Judy Geer a participé aux Jeux olympiques en 1976 et en 1984, son père Dick Dreissigacker a participé aux Jeux olympiques de 1972 et sa tante Carlie Geer a été médaillée d'argent aux Jeux olympiques de 1984. Son frère Ethan et sa sœur Emily sont aussi biathlètes. 

## Palmarès

### Jeux olympiques
| Épreuve / Édition           | Individuel | Sprint | Poursuite | Départ en masse | Relais | Relais mixte |
| Jeux olympiques 2014 Sotchi | 23e        | 65e    | —         | —               | 7e     | 8e           |

- - : pas de participation à l'épreuve.

### Championnats du monde
| Mondiaux \ Épreuve | Individuel | Sprint | Poursuite | Départ en masse | Relais | Relais mixte |
| 2013 Nové Město    | 56e        | 71e    | —         | —               | 11e    | —            |
| 2015 Kontiolahti   | 67e        | 60e    | —         | —               | 11e    | 8e           |
| 2016 Holmenkollen  | 33e        | 18e    | 36e       | 27e             | 13e    | 10e          |

Légende :

 : première place, médaille d'or

 : deuxième place, médaille d'argent

 : troisième place, médaille de bronze

 : épreuve inexistante à cette date

— : Hannah Dreissigacker n'a pas participé à cette épreuve

### Coupe du monde
- Meilleur classement général : 52e en 2015.
- Meilleur résultat individuel : 14e.

#### Classements en Coupe du monde par saison
| Saison    | Classement général final | Individuel | Sprint | Poursuite | Mass start |
| 2012-2013 | nc                       | nc         | nc     |           |            |
| 2013-2014 | 87e                      | nc         | 75e    | nc        |            |
| 2014-2015 | 52e                      | 58e        | 40e    | 76e       | 43e        |
| 2015-2016 | 53e                      | 58e        | 48e    | 59e       | 49e        |